# Khaled Al-Rezzi
Khaled Al-Rezzi (خالد الرزي) (sinh ngày 13 tháng 5 năm 1996) là một cầu thủ bóng đá Các Tiểu vương quốc Ả Rập Thống nhất. Hiện tại anh thi đấu cho Ajman Club.